# Jeanette Thelander
Agneta Anna Jeanette Thelander, född 8 augusti 1966 i Hässleholm, är en svensk författare, journalist, djurrättsförespråkare och politiker.
Thelander har studerat etnologi vid Högskolan på Gotland samt psykologi och journalistik vid Lunds universitet. Sedan 1994 har hon verkat som journalist och redaktör för bland annat Skånska Dagbladet, Trelleborgs Allehanda, Hemmets Veckotidning och Sveriges Radio. Thelander var grundare och ansvarig utgivare för tidningen Frö, som gavs ut 2008-2009, samt Ordsmedjans förlag sedan 2005. Hon var åren 2014-2016 ansvarig utgivare för en lokal nyhetssajt i Hästveda, Utgivet.se, 
Hon har även gjort sig känd som en aktiv röst i djurskyddsfrågor och är vegetarian sedan barndomen. Thelander representerade efter valet 2010 Miljöpartiet de Gröna i Hässleholms kommunfullmäktige. Från och med 1 mars 2014 lämnade Thelander MP och stod i stället som förstanamn på nystartade Djurens partis valsedel till Europaparlamentet, men valde efter valet att fokusera på att starta lokaltidningen Utgivet i stället.